# قلعة ميس

## قلعة ميس
قلعة ميس إحدى الحصون العاملية الأثرية والمهملة، تقع بالقرب من بلدة أنصار في جنوب لبنان. وتشكل وحدة عقارية مستقلة عنها باسم (مزرعة قلعة ميس)

تطل قلعة ميس، القائمة على مرتفع لا تقل مساحته عن عشرة آلاف دونم، على بقاع واسعة من الجنوب وقرى عاملة. وتقع بين الزرارية جنوباً وأنصار شمالاً وبريقع شرقاً ووادي جهنم والبحر غرباً. ويمكن من القلعة رؤية بعض قرى صيدا والنبطية وصولاً إلى قلعة الشقيف؛ وقرى تبنين والقطاع الأوسط. وكيفما تدور في أرجاء الحصن، تكتشف من ارتفاعه خبايا جبل عامل وتلاله ونتوءاته. 

## في المراجع التاريخية
تتحدث الأدلة التاريخية بإسهاب عن وجود قلعة أو حصن ميس، توزعت في تحديد عمرها بين الألف سنة هجرية، أو ما يتجاوز الثلاثمئة سنة، لتكرس حقيقة دامغة لم تغيّبها المراجع، ان هذه القلعة أثرية، شهدت فتوحات وعاصرت معارك فر وكر دارت في رحاها. فقلعة ميس، أو قلعة أبي الحسن، البالغة القدم لم تخل مراجع جبل عامل التاريخية من ذكرها مع قلاع فيه قديمة، كالشقيف وتبنين ونيحا وهونين وغيرها؛ ومما جاء في بعضها:
- السيد محسن الأمين: قلعة أبي الحسن في ساحل صيدا وتسمى اليوم قلعة ميس، خراب. وهي من بناء بعض أمراء المسلمين.[2]
- شهاب الدين البغدادي: قلعة أبي الحسن قلعة عظيمة ساحلية قرب صيداْ بالشام، فتحها يوسف بن أيوب، وأقطعها ميموناً القصري مدة، ولغيره، ويظن انها المسماة قلعة ميس.[3]
- الشيخ إبراهيم سليمان:قلعة ميس في وسط سهل واسع جنوب قرية أنصار.[4]
- قاموس لبنان: قلعة ميس تابعة مديرية النبطية. من محافظة صيدا. سكانها 5 كاثوليك.

## الواقع المزري
في الوادي القريب، جنوباً، تنتشر عشرات البساتين في التخوم الشرقية للزرارية. ويردد أبناء المنطقة والجوار، أن جدران بعض هذه البساتين، هي من حجارة القلعة. وان معظم “الحصن” شوّه بعد تدمير سوره وأبراجه، في الربع الأخير من القرن المنصرم، من دون أي رادع. ثم عملت الجرارات على نقل حجارته إلى عدد من البساتين، أو بيعها بأثمان بخسة. 

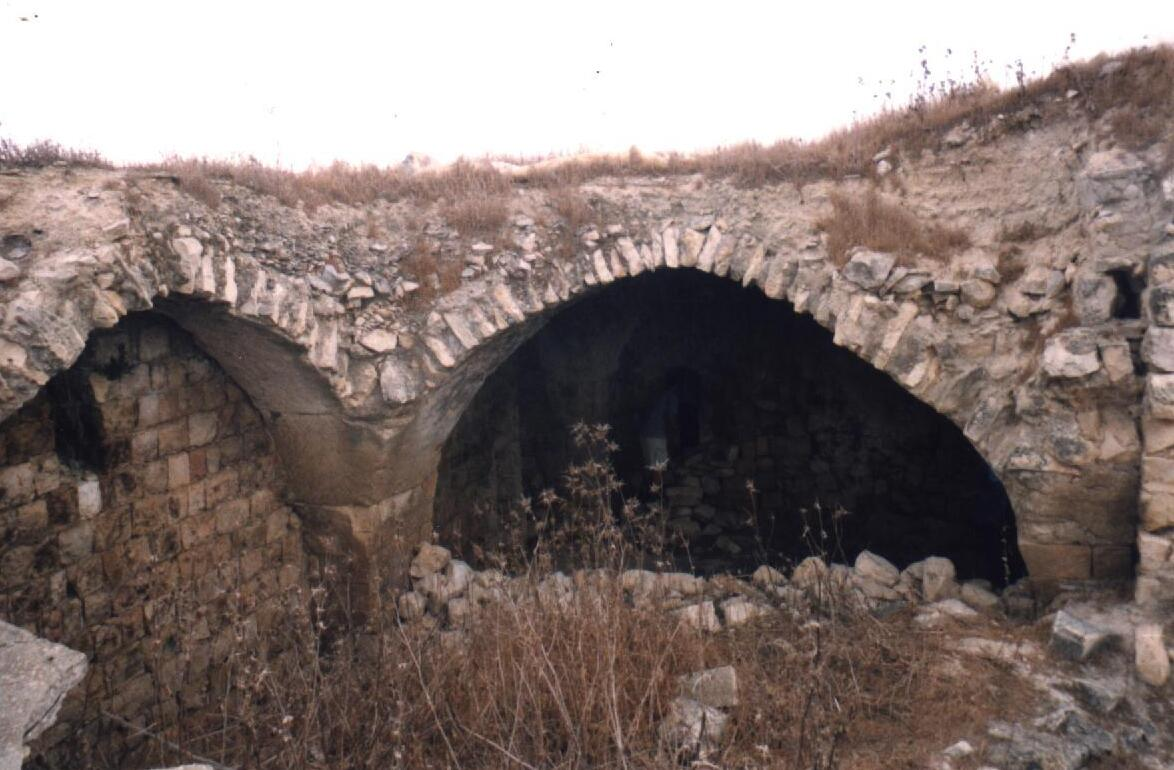
قلعة ميس الواقعة على الحدود بين بلدة عبا وبلدة أنصار وهي اليوم خراب ومهملة من قبل الدولة اللبنانية

تركت عوامل الطبيعة والطقس آثارها البالغة على القلعة الحصن. وساهم عبث الفاتكين، في تداعي أقبيتها وغرفها وسقوفها وقناطرها العلوية والأطلال العتيقة، خصوصاً ما كان قائماً وظاهراً على المساحة المستقيمة من “ظهر” القلعة، فتناثرت الحجارة في أكثر من مكان، ثم نقلت إلى خارج القلعة؛ حتى أن بعض القناطر التي كانت قائمة من سنوات قليلة، انهارت هي الأخرى وغابت. ويلاحظ أن الرعيان غيّروا المعالم الخارجية للغرف والخانات والزنزانات القديمة، سدّوا العديد منها أو أزالوا بعضها الآخر، أو أحدثوا كوات ومنافذ في الأبراج والأقبية، لتتناسب مع جمع وفرز المئات من رؤوس الماشية؛ بما يمنع غير الرعاة من الدخول إليها، بسبب تراكم الروث ورائحته وتكاثر الحشرات، أو لسبب آخر يتعلق بالظلام الدامس.
يؤكد أبناء الزرارية أن القلعة شهدت، في الفترة السابقة، خصوصاً في إبان الأحداث اللبنانية، هجمة واسعة من قبل المنقبين أو الباحثين عن الآثار والأواني وغيرها؛ ولم يثنهم ذلك، عن حفر أرضها ودهاليزها، أو دكّ بعض الجدران. ويرجح عضو مجلس بلدية الزرارية صفوان مروة “أن المنقبين وجدوا ضالتهم من بعض الآثار التاريخية ونقلوها إلى منازلهم أو باعوها، فضلاً عن نقل بعض الأجران والمنحوتات لتزيين باحات بعض منازل المنطقة”.
ويرصد في ناحيتها الغربية سقوط أحد السقوف الحديثة العهد، الذي هدّ تحته عدداً من القناطر والعقود وحولها إلى كومة من الحجارة. ومن يقصد القلعة، يجدها في حال احتضار، كأنها بدأت تلفظ أبراجها الأخيرة وعقودها وقناطرها وسورها وجدرانها، من دون أن تكلف الدولة اللبنانية، أو المديرية العامة للآثار، من يعمل على إنقاذ البقية المتبقية من هذا الحصن الموغل في التاريخ وحقباته المجيدة، مثلما لم تراع يوماً صون اسمها والخراب المتبقي منها.